# كارل مينغر (اقتصادي)
كارل مينغر (بالألمانية: Carl Menger) (و. 1840 – 1921 م) هو اقتصادي، وبروفيسور من النمسا، والإمبراطورية النمساوية، والإمبراطورية النمساوية المجرية، توفي في فيينا، عن عمر يناهز 81 عاماً.

## التعليم
تعلم في جامعة ياغيلونيا، وجامعة فيينا، وجامعة كارلوفا.

## جوائز
حصل على جوائز منها:
- دكتوراه فخرية.[7]

## روابط خارجية
- كارل مينغر على موقع الموسوعة البريطانية (الإنجليزية)
- كارل مينغر على موقع إن إن دي بي (الإنجليزية)